# Al-Jazuli Dafalla
Al-Jazuli Dafallah (àrab: : الجزولي دفع الله, al-Jazūlī Dafʿ Allāh) (nascut el 1935 a Wad Madani) fou un home d'estat sudanès. Està casat amb Asha al-Soufi i té dos fills.
Home moderat i religiós, va dirigir o patrocinar diverses obres de caritat. Oposat al règim va estar detingut breument per participar en les protestes. Va participar en les negociacions que van portar al cop d'estat del 6 d'abril de 1985 que va deposar Gaafar al-Numeiry, i llavors fou l'home de consens dels partits per presidir el govern pel qual fou nomenat el 22 d'abril de 1985. Fou convidat a visitar la Unió Soviètica que en aquell moment patrocinava a Mengistu Haile Mariam d'Etiòpia i ajudava als rebels sudistes, però com que més s'estimava no anar-hi, va posposar el viatge, de manera que ja l'hagués de fer el primer ministre electe. Després de les eleccions va entregar el poder al guanyador Sadiq al-Mahdi el 6 de maig de 1986, passant a la vida privada.